# Malchaz Asatiani
Malchaz Asatiani, gruz. მალხაზ ასათიანი, ros. Малхаз Асатиани (ur. 4 sierpnia 1981 w Kutaisi, Gruzińska SRR) – gruziński piłkarz, grający na pozycji środkowego obrońcy lub defensywnego pomocnika.

## Kariera piłkarska

### Kariera klubowa
Asatiani pochodzi z miasta Kutaisi. Jest wychowankiem tamtejszego klubu Torpedo Kutaisi, w którym najpierw grał w juniorskich i młodzieżowych drużynach, a w 1999 roku został włączony do kadry pierwszego zespołu i wtedy też zadebiutował w pierwszej lidze i jednocześnie osiągnął swój pierwszy sukces w karierze, jakim było wywalczenie mistrzostwa Gruzji. W sezonie 2000/2001 miał już pewne miejsce w wyjściowej jedenastce, a Torpedo zdobyło dublet – mistrzostwo i Puchar Gruzji. Trzeci z rzędu tytuł Torpedo z Asatianim w składzie wywalczył w 2002 roku, a Malchaz występował w klubie jeszcze przez połowę sezonu 2002/2003. Łącznie dla Torpedo wystąpił 76 razy i strzelił 15 goli.
Zimą 2003 Asatiani przeszedł do Lokomotiwu Moskwa. W 2003 roku Lokomotiw z Malchazem był dopiero trzeci w lidze, a w 2004 roku najpierw uległ w 1/8 finału LM AS Monaco, a następnie wywalczył mistrzostwo. W 2005 roku oprócz Superpucharu Rosji Asatiani zajął 3. miejsce w lidze, co powtórzył w 2006 roku.
W sierpniu 2008 roku został wypożyczony do końca 2008 roku w klub Dynamo Kijów. Zimą 2009 przedłużył wypożyczenie. 1 czerwca 2009 powrócił do Lokomotiwu Moskwa. W 2010 roku zakończył karierę.

### Statystyki
| Sezon   | Klub             | Kraj    | Rozgrywki     | Mecze | Bramki |
| ------- | ---------------- | ------- | ------------- | ----- | ------ |
| 1999/00 | Torpedo Kutaisi  | Gruzja  | Umaglesi Liga | 13    | 3      |
| 2000/01 | Torpedo Kutaisi  | Gruzja  | Umaglesi Liga | 23    | 5      |
| 2001/02 | Torpedo Kutaisi  | Gruzja  | Umaglesi Liga | 25    | 1      |
| 2002/03 | Torpedo Kutaisi  | Gruzja  | Umaglesi Liga | 15    | 6      |
| 2003    | Lokomotiw Moskwa | Rosja   | Premier Liga  | 10    | 1      |
| 2004    | Lokomotiw Moskwa | Rosja   | Premier Liga  | 19    | 1      |
| 2005    | Lokomotiw Moskwa | Rosja   | Premier Liga  | 28    | 3      |
| 2006    | Lokomotiw Moskwa | Rosja   | Premier Liga  | 14    | 0      |
| 2007    | Lokomotiw Moskwa | Rosja   | Premier Liga  | 14    | 1      |
| 2008    | Lokomotiw Moskwa | Rosja   | Premier Liga  | 5     | 0      |
| 2008/09 | Dynamo Kijów     | Ukraina | Premier-liha  | 12    | 1      |
| 2009    | Lokomotiw Moskwa | Rosja   | Premier Liga  | 14    | 0      |
| 2010    | Lokomotiw Moskwa | Rosja   | Premier Liga  | 22    | 0      |

### Kariera reprezentacyjna
W reprezentacji Gruzji Asatiani zadebiutował 24 kwietnia 2001 roku w wygranym 3:2 towarzyskim meczu z Izraelem. Od czasu eliminacji do Euro 2004 Asatiani jest podstawowym zawodnikiem drużyny narodowej.

## Sukcesy
- mistrz Gruzji: 2000, 2001, 2002
- mistrz Rosji: 2004
- mistrz Ukrainy: 2009
- zdobywca Pucharu Gruzji: 2001
- zdobywca Superpucharu Rosji: 2005